# Dreher Bak
A Dreher Bak a Dreher Sörgyárak Zrt. barna söre.
Ízjellemzők: testességét malátára és karamellre emlékeztető íze adja. Keserűje mellett édes íz is jelen van a sörben, illata komlós. Színe mélybarna, habja krémszerű.
Összetevők: víz, árpamaláta, komló, komlókivonat
Alkohol tartalom: 7,3% V/V
Kiszerelés: 0,5 l-es üveges és 30l-es KEG
Díjak:
- Monde Selection - 8 aranyérem
- Nemzetközi Kiváló Minőség Trófea különdíj
- Burton Upont Trent-i Millenniumi Sörverseny
- Nemzetközi Söripari Nagydíj (Brewing Industry International Awards, a sörszakma „Oscar-díja”)

## Hasonló sörök
- Amstel Bock
- Borsodi Bivaly
- Arany Ászok Téli Selymes